# 朝鮮金光寺
朝鮮金光寺（朝鲜语：／），又名金剛寺，位於朝鮮平安北道義州郡金光里，當地的的「石崇山」，景色優美壯麗，在當地有『義州金剛』的美譽。它的建造年份迄今已無從稽考，現存的建築物則是在公元1848年修建，總共有11棟建築物，規模宏大，顯示了朝鮮王朝時代末期的建築風格：
大雄寶殿：正面3間：闊9.25公呎；側面2間：闊6公呎；使用了10根圓柱的歇山式屋頂。
萬歲樓：位於大雄寶殿前，它的正面及後面開了三格子窗戶，側面則是板牆。正面3間：闊10公呎；側面2間：闊5.7公呎。10根石柱上鋪了地板。巧妙地運用斜坡，驟看起來活像正面彷似兩層建築的平房。 
百花殿：它為單翼拱、單簷及歇山式屋頂。
七星閣：無斗拱、單簷及懸山式屋頂。 
此外，還有青雲堂等附屬建築物。